# Claiton Fontoura dos Santos
Claiton Fontoura dos Santos (Porto Alegre, 25 januari 1978) is een Braziliaans voetballer.